# Johann Heinrich von Bernstorff
Pour les articles homonymes, voir von Bernstorff.
 (avril 2020).
Si vous disposez d'ouvrages ou d'articles de référence ou si vous connaissez des sites web de qualité traitant du thème abordé ici, merci de compléter l'article en donnant les références utiles à sa vérifiabilité et en les liant à la section « Notes et références ».
Le comte Johann Heinrich von Bernstorff, né le 14 novembre 1862 à Londres et mort le 6 octobre 1939 à Genève, est un diplomate allemand.

## Jeunesse
Bernstorff est né dans une famille influente allemande d’origine danoise, composée d'hommes politiques et de diplomates. Il a passé une grande partie de son enfance à Londres, où son père était ambassadeur sous Bismarck.

## Carrière
Bernstorff a la charge de plusieurs missions du service diplomatique de l'Empire allemand : Constantinople, Belgrade, Saint-Pétersbourg, Munich et Londres, où il est en fonction de 1902 à 1906 comme conseiller d'ambassade.
En 1906, il tente de désamorcer la crise de Tanger sur le statut du Maroc.
Il est ensuite ambassadeur aux États-Unis de 1908 à 1917. Après le début de la Première Guerre mondiale, il tente d'empêcher l'entrée en guerre des États-Unis, en coopérant avec le président américain Woodrow Wilson, malgré plusieurs crises anti-allemandes dans l'opinion publique, dont celle due au torpillage du Lusitania, occasionnant la mort de près de 1 200 personnes. Bernstorff s'opposait à la politique allemande de guerre sous-marine à outrance.
Après l'entrée en guerre des États-Unis, en 1917, Bernstorff est nommé ambassadeur auprès de l'Empire ottoman, à Constantinople. Il reste à ce poste jusqu'au retrait ottoman du conflit, en octobre 1918. Contrairement à son prédécesseur, le comte Paul Metternich, Bernstorff essaie plutôt d'éviter le sujet délicat du génocide arménien.
Bernstorff négocie avec le gouvernement ottoman l'établissement d'un « habitat » pour les Juifs européens disposés à émigrer en Palestine.
Après la guerre, Bernstorff refuse le poste de ministre des Affaires étrangères.
Entre 1926 et 1931, il représente l'Allemagne en tant que délégué à la Conférence mondiale pour le désarmement à Genève.

## Dernières années
Après l'arrivée au pouvoir d'Hitler et du Parti nazi, en 1933, Bernstorff choisit d’émigrer en Suisse.
Il décède à Genève le 6 octobre 1939.

## Famille
Il épouse Jeanne Luckemeyer le 14 novembre 1887 à Berlin, à 25 ans.
Ils ont une fille, Luise Alexandra" Myrrha Sidonia Anna von Bernstorff, née le 3 novembre 1888 dans Berlin.

Johann Heinrich Bernstorff est l'oncle du comte Albrecht von Bernstorff (1890-1945), résistant au nazisme.

## Œuvres
- (de) Johann Heinrich Graf von Bernstorff, Deutschland und Amerika, Erinnerungen aus dem fünfjährigen Kriege, Berlin 1920.
- (de) Johann Heinrich Graf von Bernstorff, Erinnerungen und Briefe, Zürich 1936.